# Mayumi Yokoyama
Mayumi Yokoyama (Nagano, 6 dicembre ...) è una fumettista giapponese.
È specializzata nella creazione e nel disegno di manga shōjo. Per questo motivo le sue opere sono sempre uscite in Giappone sulle riviste shōjo della Shogakukan.

## Stile
Nonostante sia creatrice di manga shōjo, il suo stile si distacca abbastanza da esso. La Yokoyama crea infatti storie solitamente lontane da quei toni melodrammatici tipici degli shōjo, puntando piuttosto sulla componente umoristica e mai tragica.
Anche nella caratterizzazione dei personaggi, la Yokoyama si distingue dalle tipiche linee guida: questa mangaka è infatti capace di creare protagoniste decise e sicure, consce delle loro possibilità e delle loro voglie.

## Opere
Alcuni titoli pubblicati in Italia:
- B-Girls Private High School: pubblicato da Flashbook
- 4 ragioni per innamorarsi di lui: pubblicato da Flashbook
- ChikiChiki banana: pubblicato da Flashbook
- 4 amori puri per cui ho perso la testa: pubblicato da Flashbook
- Galism: pubblicato da Planet Manga
- Arrenditi Prof!: pubblicato da Flashbook
- High School Beauty Queen: pubblicato da Planet Manga
- Otomental: pubblicato da Planet Manga